# Condado de Jones (Texas)
O Condado de Jones é um dos 254 condados do estado norte-americano do Texas. A sede do condado é Anson, e sua maior cidade é Anson.
O condado possui uma área de 2 427 km² (dos quais 16 km² estão cobertos por água), uma população de 20 785 habitantes, e uma densidade populacional de 9 hab/km² (segundo o censo nacional de 2000).
O condado foi criado em 1858. É um dos 46 condados do Texas que proibem a venda de bebidas alcoólicas.